# سیارک ۷۳۳۰
سیارک ۷۳۳۰ (به انگلیسی: 7330 Annelemaitre، نامگذاری:1985TD) هفت هزار و سیصد و سیمین سیارک کشف شده‌است که در ۱۵ اکتبر ۱۹۸۵ کشف شد.
قدر مطلق سیارک برابر ۱۳٫۷۰ است.